# Michael Fulmer
Michael Joseph Fulmer (ur. 15 marca 1993) – amerykański baseballista występujący na pozycji miotacza w Detroit Tigers.

## Przebieg kariery

### Minor League Baseball
Po ukończeniu szkoły średniej otrzymał propozycję stypendium sportowego z University of Arkansas, jednak po wyborze w pierwszej rundzie draftu z numerem 44. przez New York Mets w czerwcu 2011, zdecydował się podpisać kontrakt z organizacją tego klubu. Zawodową karierę rozpoczął w GCL Mets (poziom Rookie), następnie w 2012 grał w Savnnah Sand Gnats (Class A). W sezonie 2013 ze względu na kontuzję odniesioną podczas spring training rozegrał tylko 46 zmian w GCL Mets i St. Lucie Mets (Class A).
Sezon 2014 rozpoczął od występów w St. Lucie Mets i po rozegraniu 19 meczów (6–10 W-L, 3,98 ERA), 19 sierpnia został przesunięty do Binghamton Mets notując jeden występ (Double-A). 31 lipca 2015 wraz z Luisem Cessą został oddany do Detroit Tigers za Yoenisa Céspedesa i cztery dni później został przydzielony do Erie SeaWolves (Double-A). W swoich dwóch pierwszych startach dla SeaWolves zanotował dwa zwycięstwa, zaliczył 11 strikeoutów i nie oddał żadnego runa, dzięki czemu został wybrany najlepszym miotaczem tygodnia w Eastern League. Sezon 2015 w Double-A zakończył z bilansem 10–3 przy wskaźniku ERA 2,06. Ponadto zaliczył 112 strikeoutów i został wybrany Eastern League Pitcher of the Year. We wrześniu 2015 został wybrany przez serwis Baseball America do Minor League All-Star Team. Sezon 2016 rozpoczął od występów w Toledo Mud Hens (Triple-A), osiągając w trzech startach bilans 1–1.

### Major League Baseball
29 kwietnia 2016 otrzymał powołanie do 40-osobowego składu Detroit Tigers i tego samego dnia zadebiutował w Major League Baseball w wygranym 9–2 wyjazdowym meczu z Minnesota Twins, w którym rozegrał pięć zmian i zanotował zwycięstwo. Po raz pierwszy na Comerica Park zagrał 21 maja 2016 w swoim piątym starcie; w meczu przeciwko Tampa Bay Rays zaliczył 11 strikeoutów. 17 czerwca 2016 w spotkaniu z Kansas City Royals zakończył serię 33⅓ zmiany bez oddania runa, pobijając rekord klubowy z 1967 roku spośród debiutantów.
14 sierpnia 2016 w meczu z Texas Rangers zaliczył swój pierwszy w MLB complete game shutout. Sezon zakończył z bilansem 11–7 przy wskaźniku ERA 3.06 ERA. Ponadto zaliczył 132 strikeouty w 159 rozegranych zmianach. W listopadzie 2016 został wybrany przez serwis Sporting News najlepszym debiutantem w American League, a także wybrany najlepszym debiutantem przez stowarzyszenie Baseball Writers’ Association of America.
W lipcu 2017 został  po raz pierwszy w karierze wybrany do składu na Mecz Gwiazd MLB.

## Nagrody i wyróżnienia
| Nagroda/wyróżnienie         | Lata | Źródło |
| All-Star                    | 2017 | [ 14 ] |
| AL Rookie of the Year Award | 2016 | [ 13 ] |